# Jayavarman II
Jayavarman II (c. 770–835) fue el fundador del Imperio jemer. Elevó el culto devaraja a religión oficial y reunificó el antiguo Reino de Chenla, que expandió hasta formar el Imperio jemer.
Una inscripción relacionada con Jayavarman, hallada en el templo de Sdok Kak Thom (Tailandia), fechada en 1052, dos siglos después de su muerte, dice:

Cuando su majestad Paramesvara vino desde Java a reinar en la real ciudad de Indrapura,…Sivakaivalya, el sabio de la familia estaba sirviendo a su gurú y ocupó el cargo de capellán real de su majestad

.
La inscripción se refiere al nombre póstumo del rey.

## Interpretaciones de la palabra "Java"
La palabra Java ha originado intenso debate. Algunos eruditos, como George Coedès y Lawrence Palmer Briggs, creen que se refiere a la isla de Java, en la actualidad perteneciente a Indonesia. Las historias míticas de batallas entre jemeres y javaneses corresponderían según ellos a la dinastía Sailendra, que gobernó Srivijaya (Java y Sumatra).
Expertos posteriores, como Charles Higham, dudan de que la palabra se refiera a la isla. Michael Vickery ha reinterpretado que se refiere al pueblo cham, vecino de los jemer, al que estos llamaban chvea.
Por otra parte, Takashi Suzuki sugiere que Java está en la península de Malaca, concretamente en Kedah, que fue el centro del reino de Srivijaya bajo Sailendra.

## Reinado
Jayavarman ocupó el trono alrededor del año 800, declarando la independencia Jemer en 802, cuando se invistió rey-dios de acuerdo con el rito devaraja. Los historiadores datan su reinado de 802 a 835.
Estableció su primera capital en Indrapura en el bajo río Mekong y más tarde en Hariharalaya y en Mahendraparvata, en la región al norte del Tonlé Sap, cercana a Angkor, que sería la siguiente capital del Imperio jemer, durante 600 años. Bajo su gobierno las regiones de la Tierra de Chendla y el Agua Chendla se unificaron y la nación fue renombrada como Kambuja por sus descendientes. Entonces empezaría la larga sucesión de príncipes de Camboya y el período Angkor de la historia de Camboya, de gran poder en los siglos siguientes.
Jayavarman II murió en 835, recibiendo el nombre póstumo de Paramesvara, Supremo señor de Siva. Después de él, el título pasó a su hijo Jayavarman III y luego a dos reyes más de la misma familia. Todos ellos fueron honrados, junto con sus esposas, en el templo Preah Ko de Roulous, construido por el rey Indravarman I, inaugurado en 880.